# Marina de Valencia

Contraseña de la provincia marítima de Valencia a la que pertenece.

La Marina de Valencia, conocida anteriormente como Port America`s Cup o La Marina Real Juan Carlos I durante la Copa América de vela celebrada en 2007 y 2010, es la dársena histórica de la ciudad de Valencia.
La Marina de València se sitúa entre la Playa de las Arenas y el Puerto de València. Pertenece al distrito de Poblats Marítims, el cual comprende a su vez los cinco barrios que colindan con La Marina de València: El Grao, Cabanyal-Canyamelar, Malvarrosa, Beteró y Natzaret. La Marina de València tiene una superficie de alrededor de 1 millón de m², contando tanto la terrestre como la acuática, y 820 amarres.

## Historia
La Marina de València nace junto al puerto de la ciudad, un Puerto que fue construido de forma artificial y que en sus orígenes tenía la función de un pequeño embarcadero, probablemente anterior a la conquista de Jaume I. Su desarrollo ha ido in crescendo con el tiempo, sobre todo a partir de la construcción del Pont de Fusta en el siglo XV, y más adelante, la de los astilleros, diques y Tinglados, hasta llegar a establecerse como puerto de mercaderías. A principios de la década de los 2000 los preparativos para albergar la 32ª America’s Cup llevaron a la separación de La Marina de València del resto del Puerto comercial El Puerto permaneció así bajo la jurisdicción de la Autoridad Portuaria (APV) hasta que en 2004 se creara una nueva institución pública, el Consorcio Valencia 2007, encargada de supervisar y administrar La Marina. Entre 2007 y 2012, La Marina de València albergó dos ediciones de La America’s Cup y del Gran Premio de la Fórmula 1, lo que conllevó un rápido desarrollo de su infraestructura y la acumulación de más de 427 millones de euros de deuda. Tras el año 2012, con la fuerte crisis económica en España, muchas de esas infraestructuras que habían sido construidas para alojar los dos grandes eventos quedaron sin definición de uso..[cita requerida]

## Zonas e instalaciones de La Marina de Valencia
Las principales zonas e instalaciones de La Marina se enumeran a continuación:
El edificio Veles e Vents fue concebido por los arquitectos David Chipperfield y Fermín Vázquez, y galardonado en 2007 con el premio europeo LEAF Award.[cita requerida] El edificio debe su nombre a unos versos de Ausiàs March, poeta del Siglo de Oro valenciano. En la actualidad, [[¿cuándo?] se encuentra gestionado por Heineken España y el Grupo La Sucursal.[cita requerida]
Docks es un edificio portuario, de los denominados Docks comerciales, viejos almacenes mercantiles catalogados como Bien Patrimonial de la Autoridad Portuaria.[cita requerida]
Estos almacenes fueron construidos en 1911 bajo la mirada modernista de Demetrio Ribes, autor también de la Estación del Norte de València. El término Docks hace referencia al modelo de puertos comerciales de Inglaterra y Holanda. .[cita requerida]
El antiguo Varadero es un edificio protegido arquitectónicamente a nivel 2. A principios del siglo XX, ante el incremento del mercado naval y la actividad portuaria en València, nace la necesidad de crear estas edificaciones que se usan como talleres para embarcaciones, así como los Tinglados (almacenes de mercancías). En este contexto, se encarga al ingeniero Federico Membrillera la construcción de dos varaderos, que son finalizados en 1914. Hoy se conserva únicamente el varadero principal..[cita requerida]
La Escuela de Negocios EDEM (vinculada a la Asociación Empresarial Valenciana) se construyó en 2002.[cita requerida] Justo al lado de esta Escuela se encuentra Lanzadera, una aceleradora de negocios y de proyectos innovadores, similar a la plataforma de financiación Angels Capital.[cita requerida]
Bankia Fintech by Innsomnia es la primera incubadora y aceleradora Fintech de España.
El edificio Alinghi, base fue la sede del equipo ganador de la 32ª edición de la America’s Cup 2007..[cita requerida]
La Marina Norte es donde se concentra la mayor parte de la actividad náutica, como es la oferta de la Escola Municipal de Vela de València y de otras empresas, escuelas, clubs y federaciones que desarrollan dichas actividades. .[cita requerida]
El Tinglado 2  es el almacén históricamente utilizado en el comercio durante el siglo XX. Su fachada está decorada con pinturas de frutas como naranjas y uvas, símbolo de la exportación comercial valenciana. El plan de rehabilitación del Tinglado 2 y de su área circundante como plaza pública ha sido oficialmente aprobado y financiado en el año 2018. .[cita requerida]
El Edificio del Reloj es un edificio de importancia histórica y arquitectónica actualmente en uso por la Autoridad Portuaria..[cita requerida]
Junto al Tinglado 2 se encuentra la antigua Casa de la Copa, que solía ser sede de una exposición permanente de la America’s Cup. Hoy el pequeño edificio ha sido reutilizado como centro de información al visitante, una transformación gestionada por València Turisme, la Agencia Valenciana de Turismo y la Fundació Turisme València. .[cita requerida]
La Estación Marítima fue rehabilitada para servir como Centro de Prensa durante la America’s Cup. Para ello se instalaron todos los dispositivos tecnológicos necesarios y todavía no se encuentra en uso. .[cita requerida]
Los Tinglados 4 y 5 fueron utilizados como boxes en las carreras de Fórmula 1 del año 2008 y fueron abandonados al terminar el evento..[cita requerida]
La Marina Sur es un espacio de más de 100.000 metros cuadrados dirigido a la náutica de tipo industrial..[cita requerida]
Tras el cambio en la dirección estratégica del Consorcio València del año 2015, el órgano colegiado creó un Plan Estratégico para el desarrollo de La Marina en el período 2017-2022..[cita requerida]